# لیپووکا (استان اشوی‌داشکسیه)
لیپووکا (به لهستانی: Lipówka) یک منطقهٔ مسکونی در لهستان است که در گمینا جاووشتسه واقع شده‌است.